# فرودگاه هوساویک
فرودگاه هوساویک (به انگلیسی: Húsavík Airport) یک فرودگاه همگانی با کد یاتا HZK است که یک باند فرود آسفالت دارد و طول باند آن ۱۶۰۵ متر است. این فرودگاه در کشور ایسلند قرار دارد و در ارتفاع ۱۵ متری از سطح دریا واقع شده است.